# Supercoppa kazaka (pallavolo maschile)
La Supercoppa kazaka è una competizione pallavolistica per squadre di club kazake maschili, organizzata con cadenza annuale dalla VFRK.

## Edizioni
| Edizione      | Edizione          | Podio                | Podio     | Podio     |
| Anno          | Sede della finale | Campione             | Risultato | Finalista |
| ------------- | ----------------- | -------------------- | --------- | --------- |
| 2019 Dettagli | -                 | Almatı               | -         | Atıraw    |
| 2020 Dettagli | Pavlodar          | Burevestnik Alma-Ata | 3 - 0     | Atıraw    |
| 2021 Dettagli | Pavlodar          | Burevestnik Alma-Ata | 3 - 1     | Taraz     |

## Palmarès
| Squadra              | Titolo | Edizione   |
| -------------------- | ------ | ---------- |
| Burevestnik Alma-Ata | 2      | 2020, 2021 |
| Almatı               | 1      | 2019       |